# قول ۱۲ ساله
قول ۱۲ ساله (انگلیسی: 12 Years Promise; کره‌ای: 달래 된, 장국: 12년만의 재회) یک مجموعه تلویزیونی کره جنوبی سال ۲۰۱۴ با بازی لی سو-یئون و نام گونگ مین است. این مجموعه از ۲۲ مارس تا ۲۹ ژوئن ۲۰۱۴، روزهای شنبه و یکشنبه ساعت ۲۰:۴۵ (کی‌اس‌تی) از جی‌تی‌بی‌سی برای ۲۶ قسمت پخش شد.